# 笠間パーキングエリア
笠間パーキングエリア（かさまパーキングエリア）は、茨城県笠間市上加賀田にある、北関東自動車道のパーキングエリア。

## 概要
当初は2009年度開設予定だったが、真岡IC-桜川筑西IC間の整備が予定より早く進み、2008年12月20日に開通することになり、当PAも同区間の開通と同時に開設した。
開設当初は上下線共用の喫煙所・トイレ・自動販売機のみの簡素なものとなっていた。しかし、西側の壬生PAとの間は49kmの距離があり、東側の区間については北関東道、東水戸道路、東関東道に休憩施設が存在しないため、開設直後から交通量に比べて利用者が多く、土日と祝日の昼間には仮設店舗が設置される事もあった。商業施設とセルフ式ガソリンスタンドの建設が行われ、2010年12月21日午前10時に『KASAMA TERRACE』が開業した。施設は上下線共用（集約）。
なお、近接している常磐自動車道の友部SA（現在ガソリンスタンドがある）も笠間市内にあるが、同一の自治体の高速道路でガソリンスタンドがある休憩施設を複数持つ数少ない事例となった（他には東名高速道路の浜名湖SAと新東名高速道路の浜松SAを有する静岡県浜松市が2012年4月14日以降該当する）。
2018年7月28日に太田強戸PAが供用されるまでは北関東道では唯一のガソリンスタンドであり、関越自動車道や上信越自動車道方面へと進む場合は、150km以上にわたってガソリンスタンドのない区間が続いていた（笠間PA〜上信越道横川SA間は173.6kmと、給油所のない有料区間として全国2位の距離となっていたほか、笠間PA〜関越道赤城高原SAも159.7kmと全国4位であった。ガソリンスタンドが設置されている太田強戸PAが供用されたことにより、関越道・上信越道方面の給油所のない区間が90km程度に短縮された。
当PAにスマートインターチェンジを併設する事業が2021年8月6日付で国土交通省より新規事業化された。
パーキングエリア内では、付近の本線上で放送されているハイウェイラジオ（北関東道笠間局）が放送されている。
2023年（時期不明）にトイレをリニューアルした。

## 道路
- E50 北関東自動車道

## 歴史
- 2008年12月20日 : 真岡IC-桜川筑西IC間開通に伴い供用開始。
- 2010年12月21日 : 商業施設とガソリンスタンドを新設した『KASAMA TERRACE』がオープン。

## 施設

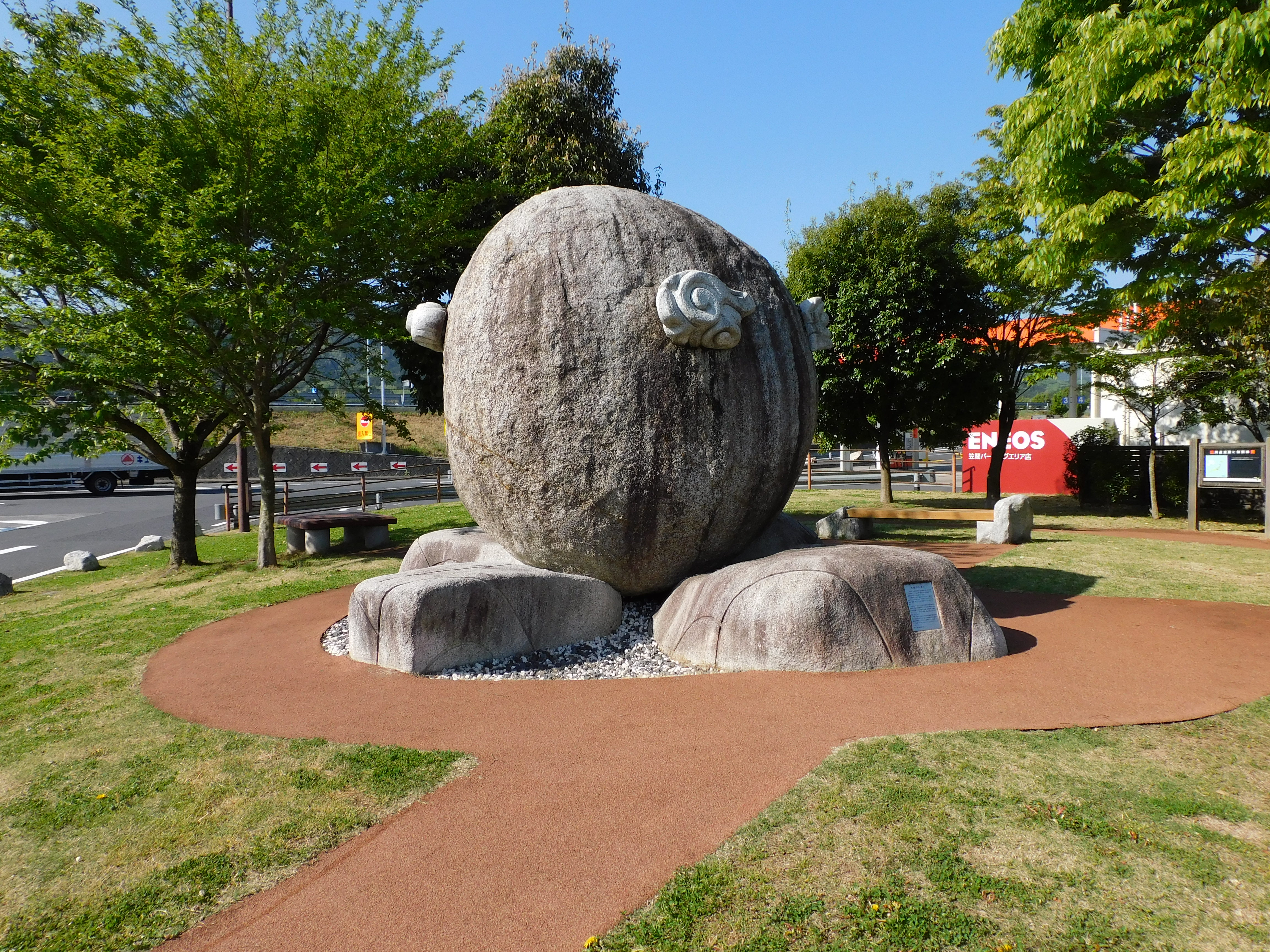
大地のたまご

### 上下線共通
- トイレ　　
  - 男性　大7（和0・洋7）・小10
  - 女性　29（和式1・洋式28）/同伴の男児用1
  - 車いすトイレ　2
- 自動販売機
- ハイウェイ情報ターミナル
- スナックコーナー （7:00 - 20:00）
- ショッピングコーナー （7:00 - 20:00）[1]
- ガソリンスタンド（ENEOS（セキショウカーライフ） セルフ式・24時間）
- 給電スタンド（24時間）
- 大地のたまご（球形の稲田石）

#### 次の給油施設のあるSA/PA
- 西行き
  - （東北道宇都宮・仙台方面）：上河内SA（東北道）
  - （東北道館林・川口方面）：佐野SA（東北道）
  - （関越道・上信越道方面）：太田強戸PA（北関東道）
- 東行き
  - （水戸南・ひたちなか方面）：当エリアが最終給油所となる。
  - （常磐道つくば・三郷方面）：友部SA（常磐道）
  - （常磐道水戸・日立・いわき・仙台（常磐道経由）方面）：中郷SA（常磐道）

### 西行き（高崎方面）
- 駐車場
  - 大型 : 19台
  - 小型 : 24台
  - 身体障害者用大型 : 2台
  - 身体障害者用小型 : 1台
  - トレーラー : 2台

### 東行き（友部方面）
- 駐車場
  - 大型 : 19台
  - 小型 : 24台
  - 身体障害者用大型 : 2台
  - 身体障害者用小型 : 1台
  - トレーラー : 2台

## 隣
E50 北関東自動車道
(13) 笠間西IC - 笠間PA/SIC（SICは事業中） - (14) 友部IC